# Anthias noeli
Anthias noeli är en fiskart som beskrevs av Anderson och Baldwin 2000. Anthias noeli ingår i släktet Anthias och familjen havsabborrfiskar. Inga underarter finns listade i Catalogue of Life.